# Cephalanthera falcata
Espèce
Synonymes
- Cephalanthera bijiangensis S.C.Chen[3]
- Cephalanthera falcata f. conformis H.Hayak. & J.Yokoy.[3]
- Cephalanthera falcata var. flava X.H.Jin & S.C.Chen[3]
- Cephalanthera japonica A.Gray[3]
- Cephalanthera platycheila Rchb.f.[3]
- Cephalanthera raymondiae Schltr.[3]
- Cymbidium falcatum (Thunb.) Sw.[3]
- Epipactis falcata (Thunb.) Sw.[3]
- Limodorum falcatum (Thunb.) Kuntze[3]
- Pelexia falcata (Thunb.) Spreng.[3]
- Pelexia japonica Spreng.[3]
- Serapias falcata Thunb.[3]

Cephalanthera falcata, en français Céphalanthère falciforme, est une espèce de plantes à fleurs de la famille des Orchidaceae (les Orchidées) et du genre Cephalanthera endémique de l'Est de la Chine, de Corée et du Japon.

## Taxonomie
L'espèce est décrite en premier par Carl Peter Thunberg en 1784, qui la classe dans le genre Serapias sous le basionyme Serapias falcata. Carl Ludwig von Blume la déplace en 1859 dans le genre Cephalanthera sous le nom correct Cephalanthera falcata.
Cephalanthera falcata est nommée en français « Céphalanthère falciforme », en mandarin 金兰 (jin lan), en japonais キンラン (kin-ran), traduction littérale : « Orchidée dorée », en coréen 금난초 (geum nan cho).

## Description

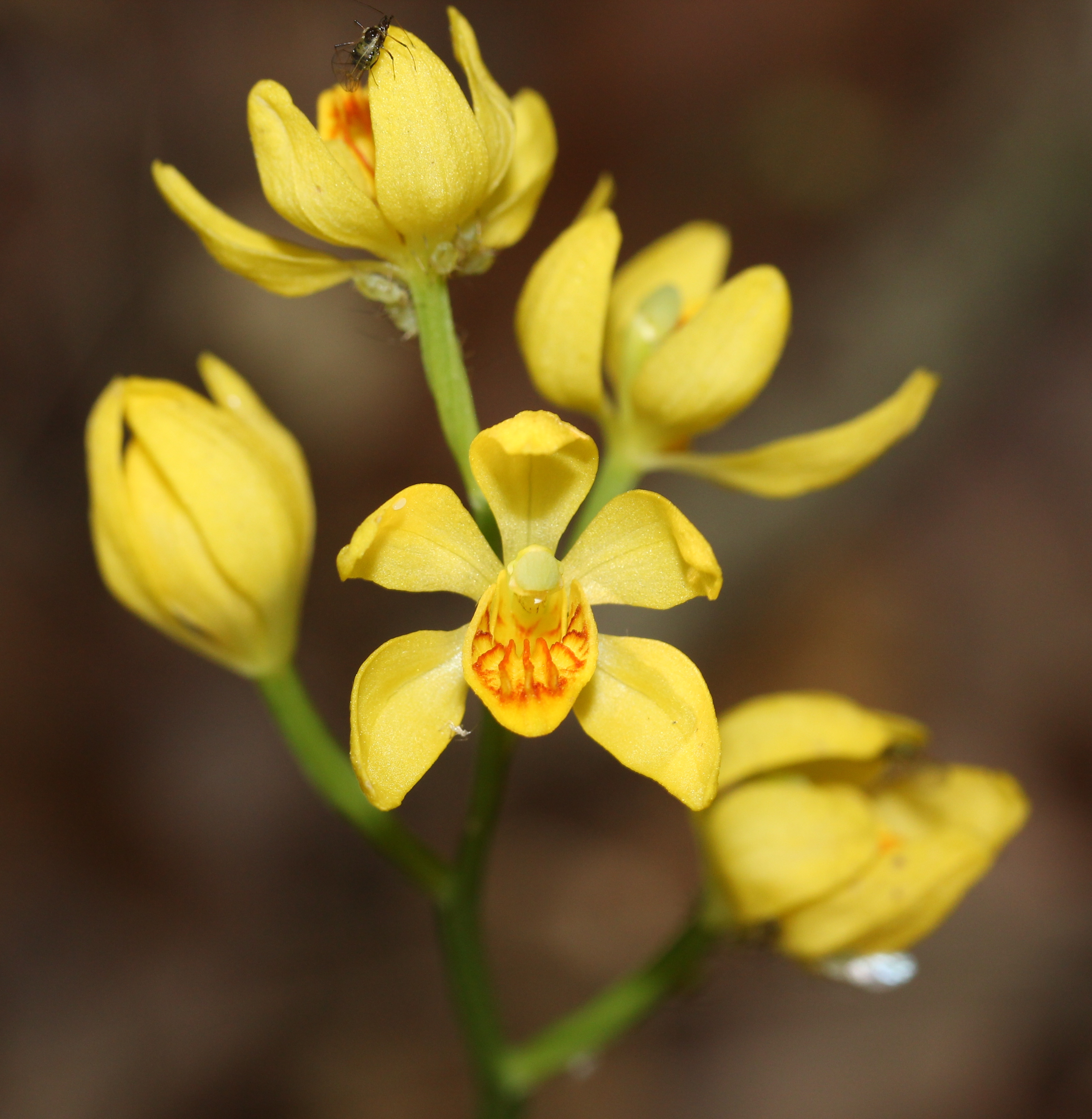
Cephalanthera falcata - fleurs.

Cephalanthera falcata présente une tige mince à assez robuste de 20 à 50 cm de haut et porte de 4 à 7 feuilles engainantes elliptiques à elliptiques-lancéolées ou ovales-lancéolées mesurant de 5 à 11 cm de long par 1,5 à 3,5 cm de large et dont l'apex est acuminé à obtus. L'inflorescence est plus ou moins densément fleurie de 5 à 10 fleurs ancrées par un ovaire de 7 à 15 mm de long et aux bractées florales de 1 à 3 mm de long plus courtes que l'ovaire. Les fleurs érigées à faiblement étalées sont colorées d'un jaune vif et composées de sépales elliptiques obtu à aigu présentant cinq nervures et mesurant de 12 à 15 mm de long pour 3,5 à 4,5 mm de large et de pétales similaires aux sépales mais plus courts mesurant de 8 à 12 mm de long pour 2,5 à 4,5 mm de large. Le labelle, de 8 à 9 mm de long est composé de deux parties : un hypochile érigé triangulaire à ovo-lancéolé de 1,5 à 3,5 mm et un épichile transversalement elliptique, de 5 mm de large pour 8 à 9 mm de long présentant de nombreuses et denses papilles vers l'apex formant 5 à 7 lignes orange brunâtre. Le labelle est prolongé par un éperon d'environ 3 mm de long. Le gynostème mesure de 6 à 7 mm de long, présente deux boursouflures ovoïdes et des anthères elliptique d'environ 2 mm. Le fruit est une capsule étroitement elliptique de 2 à 2,5 mm de long pour 5 à 6 mm de large.

## Biologie
Contrairement à de nombreuses espèces de Céphalanthères mycohétérotrophes, il s'agit d'une plante vivace autotrophe. Elle fleurit en avril-mai et fructifie en août-septembre.

## Habitat et répartition
Cephalanthera falcata apprécie les forêts, prairies, vallées ainsi que le long des cours d'eau de 700 à 2 000 m d'altitude.  
L'espèce est présente dans le Sud et l'Est de la Chine dans les régions Anhui, Fujian, Guangdong, Guangxi, Guizhou, Hubei, Hunan, Jiangsu, Jiangxi, Sichuan, Yunnan et Zhejiang ainsi qu'en Corée et au Japon.